# Qadyrschan Dämitow

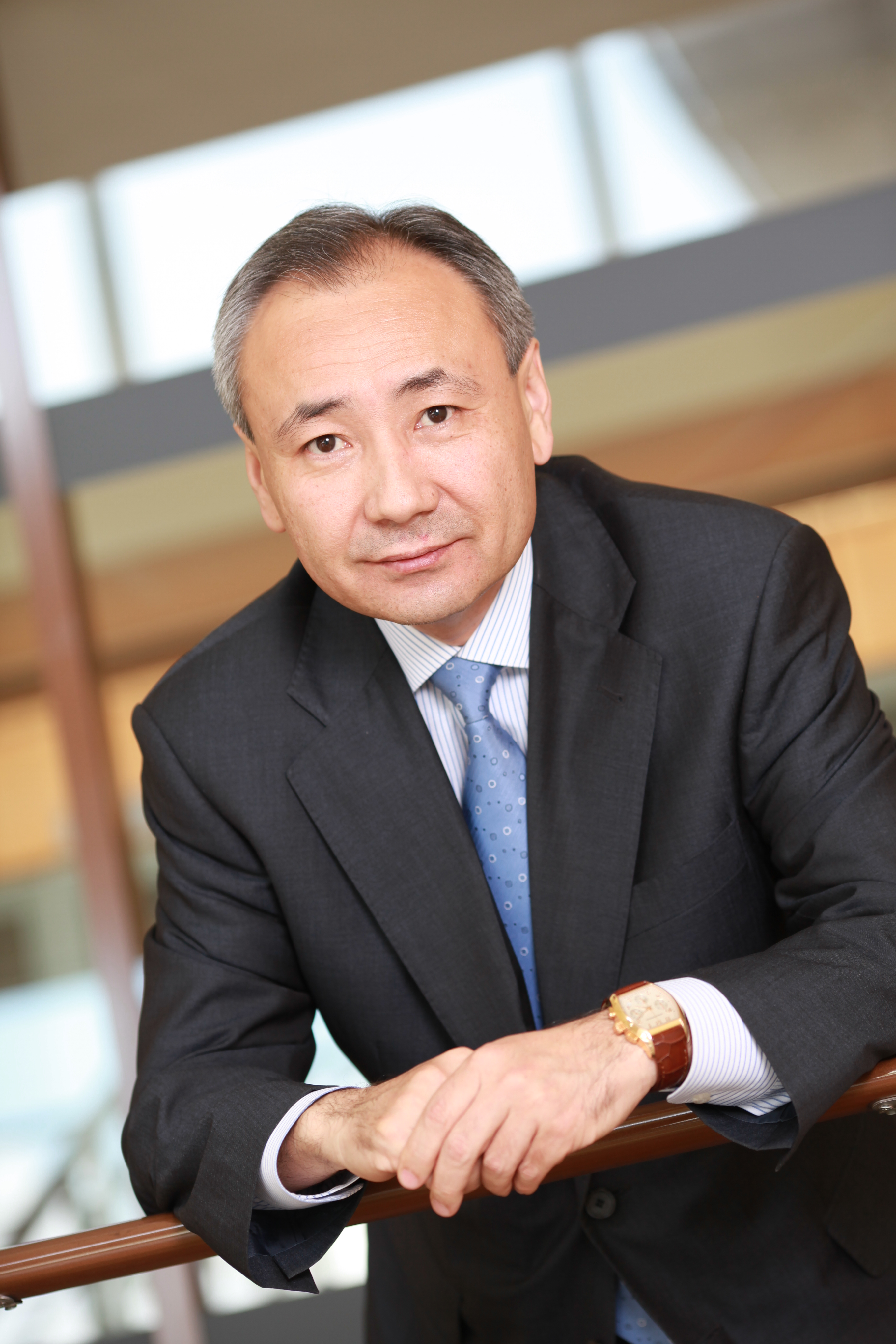
Qadyrschan Dämitow

Qadyrschan Qabdoschuly Dämitow (kasachisch Қадыржан Қабдошұлы Дәмитов, russisch Кадыржан Кабдошевич Дамитов Kadyrschan Kabdoschewitsch Damitow; * 16. Dezember 1959 in Ust-Kamenogorsk, Kasachische SSR) ist ein kasachischer Ökonom und ehemaliger Präsident der Kasachischen Nationalbank.

## Leben
Qadyrschan Dämitow wurde 1959 in Ust-Kamenogorsk geboren. Er machte 1982 einen Abschluss am Institut für Volkswirtschaft in Alma-Ata.
Nach seinem Hochschulabschluss begann er seine berufliche Laufbahn als Ingenieur der kasachischen Abteilung des wissenschaftlichen Forschungsinstituts von Sojussistemprom. Zwischen 1982 und 1984 leistete er den Wehrdienst in der sowjetischen Armee. Danach arbeitete er zunächst am kasachischen Institut für Volkswirtschaft. bevor er als Doktorand am Moskauer Finanzinstitut seinen Doktortitel erlangte. Zwischen 1988 und 1990 arbeitete er am Institut für Ökonomie an der Kasachischen Akademie der Wissenschaften.
Anschließend ging Dämitow in die Wirtschaft, wo er zunächst einige Monate bei einem deutschen Unternehmen in Kasachstans tätig war, bevor er 1991 zur kasachischen Alem Bank ging. Dort durchlief er verschiedene Positionen bis hin zum Vorstandsvorsitzenden der Bank. Bereits 1994 wechselte er zur Kasachischen Nationalbank, wo er von 1994 bis 1997 stellvertretender Präsident war. Am 18. März 1997 wurde er in der kasachischen Regierung stellvertretender Minister für Wirtschaft und Handel. Diesen Posten hatte er bis Oktober desselben Jahres inne, bevor er als Berater des kasachischen Premierministers arbeitete. Am 23. Februar 1998 wurde er dann zum Präsidenten der Kasachischen Nationalbank ernannt, wo er Oras Schandossow ablöste. Dämitow leitete die Nationalbank bis zum 13. Oktober 1999 und war anschließend Berater des kasachischen Präsidenten Nursultan Nasarbajew.
Von Mai 2000 bis März 2004 war er stellvertretender Vorstandsvorsitzender der ABN AMRO Bank Kasachstan und danach bis 2007 Vorstandsmitglied des Ust-Kamenogorsk Titan-Magnesium Kombinats. Von September 2007 bis Februar 2009 war er Vorstandsvorsitzender des Unternehmens Ertis und von Februar bis Mai 2009 arbeitete er als Berater des Vorstandsvorsitzenden der Alliance Bank. Vom 25. Mai 2009 bis zum 30. Juni 2013 war er als Vorstandsvorsitzender an der Spitze der Kasachischen Börse und seit dem 5. August 2013 war er Vorstandsvorsitzender der BTA Bank. Am 25. Februar 2014 wurde er in dieser Position abgelöst; seitdem ist er weiterhin Vorstandsmitglied der Bank.